# محمد عبد الفتاح القصاص

الدكتور القصاص بجوار تمثال للدكتورة ڤيڤى تاكهولم مؤسسة معشبة كلية العلوم

محمد عبد الفتاح القصاص (1921 - 2012)، رئيس سابق للاتحاد الدولي لحفظ الطبيعة (بالإنجليزية: IUCN) في الفترة 1978-1984، من مواليد برج البرلس مركز بلطيم، التحق وهو في سن الرابعة بكتاب القرية، حيث حفظ القرآن الكريم، وأرسله والده إلى الإسكندرية كي يعيش في بيت عمه، ليتلقى طلب العلم في مدرسة طاهر بك الابتدائية، وكانت هوايته أن يجمع أوراق النباتات المختلفة ويضعها في كراس خاص، ثم أكمل دراسة في مدرسة العباسية الثانوية.
تخرج القصاص من كلية العلوم جامعة القاهرة عام 1944 بدرجة امتياز مع مرتبة الشرف، ثم حصل علي ماجستير عام 1947، وعلى دكتوراة الفلسفة في علم البيئة من جامعة كامبردج عام 1950، وتدرج في وظائف هيئة التدريس بقسم النباتات بكلية العلوم جامعة القاهرة من معيد 1944 إلى أستاذ كرسي النبات التطبيقي 1965، وأستاذ متفرغ منذ 1981، أعير للعمل كأستاذ ورئيس قسم النبات بكلية العلوم في جامعة الخرطوم 1964 - 1968، وأعير للعمل كمدير عام مساعد للعلوم - بالمنظمة العربية للتربية والثقافة 1972 – 1976، وعين عضوًا في مجلس الشورى منذ 1980.
توفي في 21 مارس 2012 أثر إصابته بمرض السرطان، وقد قام حمدين صباحي بتقديم واجب العزاء لاسرة الدكتور القصاص.

## إنجازاته
- أنشأ القصاص مدرسة علمية في مجال بحوث البيئة الصحراوية، وتخرج فيها عشرات ممن حصلوا على درجتي الماجستير والدكتوراه في مصر وبلدان عربية أخرى، وتعتبر من مدارس الريادة في هذا المجال على مستوى العالم، وشارك في وضع خرائط البيئة بحوض البحر الأبيض المتوسط.
- من ضمن العلماء الذين ساهموا في اثراء معشبة علوم القاهرة بالنباتات، وقام بأهداء جميع الكتب في مكتبته -تضم كتبا ودوريات علمية تشمل كل القضايا المتعلقة بالبيئة والنباتات البرية- لمكتبة كلية العلوم بجامعة القاهرة.

من الهيئات العلمية التي حمل عضويتها:
- المجمع العلمي المصري.
- الأكاديمية الوطنية الهندسية للعلوم والآداب.
- نادي روما.
- رأس الاتحاد الدولي لحفظ الطبيعة (بالإنجليزية: IUCN) في الفترة 1978-1984 .
- اللجنة الدولية لشئون البيئة (1973-1979).

وحصل على ثلاث درجات دكتوراه فخرية من
- جامعة السويد للعلوم والزراعة عام 1985،
- الجامعة الأمريكية عام 1986،
- جامعة أسيوط عام 1994،

## أوسمه حصل عليها
منها:
- وسام العلوم والفنون من الطبقة الأولى عام 1959 .
- وسام الجمهورية من الطبقة الثانية – مصر 1978 .
- وسام الاستحقاق من الطبقة الأولى – مصر 1981 .
- وسام الاستحقاق من الطبقة الأولى – مصر 1983 .
- جائزة الدولة التقديرية مصر 1982 .
- وسام السلم التعليمي الذهبي (السودان 1978).
- جائزة الأمم المتحدة للبيئة 1978 .
- وسام الآرك الذهبي برتبة فارس – هولندا 1981 .
- وسام النجم القطبي برتبة فارس – السويد 1998 .
- الوسام الذهبي للمنظمة العربية للتربية والثقافة والعلوم 1978 .
- جائزة الأمم المتحدة للبيئة 1978 .
- جائزة زايد الدولية للبيئة 2001

## مؤلفاته
منها:
- «النيل في خطر».
- موسوعة جغرافية تحت اسم «التصحر».
- «علي خطي العشرين» يتحدث فيه عن سيرته الذاتية.
- التصحر: تدهور الأراضي في المناطق الجافة، نُشر ضمن سلسلة عالم المعرفة في فبراير 1999م.[2]

## قالوا عنه
قال عنه الإسرائيليون «لو لدينا مثل هذا الرجل لزرعنا صحراء النقب كلها»، وبسبب أبحاثه ودراساته العلمية حول السد العالي وقع في خلاف مع النظام الناصري.

## تسجيلات فيديو
- Dr.Kassas أ. د. محمد عبد الفتاح القصاص على يوتيوب

## وصلات خارجية
- محمد عبد الفتاح القصاص على موقع أرشيف الشارخ.
- محمد عبد الفتاح القصاص.. الصارخ في البرية مسيرة طويلة مشرفة ، الأهرام المسائي في 1 سبتمبر 2009
- الرائد الدكتور القصاص عاشق بيئة الصحراء المصرية ، الأهرام في 5 أبريل 2012
- وصايا القصاص للوطن ، الأهرام في 26 مارس 2012
- الراهبان العراقي والقصاص وتجاهل الجامعة! ، الأهرام في 1 أبريل 2012
- أبو البيئة المصـرية. وداعا ، الأهرام في 25 مارس 2012
- القصَّاص. أفنى عمره لحماية البيئة ولا يجد من يرعاه في محنته! ، الأهرام في 7 مارس 2012
- «الصحة» تتخذ الترتيبات اللازمة لعلاج القصاص ، الأهرام في 8 مارس 2012
- 28 أزمة نووية هددت العالم بالفناء علي مدي 60 عاما مضت ، الأهرام في 13 أبريل 2010
- مبارك يكرم العلماء الفائزين بجوائز الدولة لعامي 2007و 2008 ، الأهرام في 18 يناير 2010
- حماية الدلتا.. تبدأ من جبل طارق ، الأهرام في 16 يناير 2010
- د. محمد القصاص يحذر من التغيرات المناخية المقبلة ، الأهرام في 20 نوفمبر 2009
- غرق الدلتا. وهم أم حقيقة؟، الأهرام في 28 سبتمبر 2009
- شرق العوينات.. وخطر استنزاف المياه الجوفية، الأهرام في 6 سبتمبر 2009
- محمد عبد الفتاح القصاص: موسوعة في مجال المعرفة البيئية ، موقع قناة فرانس 24، في 2 أبريل 2012
- تأبين العالم محمد عبد الفتاح القصاص بمجمع اللغة العربية، جريدة اخبار اليوم، في 9 مايو 2012
- د. محمد عبد الفتاح القصاص أشهر عالم بيئة في العالم والمرشح لجائزة نوبل: 6ملايين مواطن ينتظرهم الموت في الدلتا ، الموجز
- علماء وخبراء بيئة بكفرالشيخ ينعون العالم محمد عبد الفتاح القصاص الأهرام، في 22 مارس 2012
- وفاة عالم البيئة المصري محمد عبد الفتاح القصاص عن 91 عاما نسخة محفوظة 29 أبريل 2012 على موقع واي باك مشين. ، رويترز، في 21 مارس 2012
- د. محمد عبد الفتاح القصاص: معركتي مع إسرائيل  ، روزاليوسف الأسبوعية، في 8 أغسطس 2009
- Mohamed Kassas: The father of Egypt's environment ، Egypt Independent - 5 Apr 2011
- Egypt mourns Mohamed Kassas, the country's pioneer environmentalist Egypt Independent 21 March 2012
- IUCN mourns loss of former President Professor Mohamed Kassas IUCN - 22 March 2012
- Environmentalists Mourn the Passing of Egypt’s Patriarch of Environment Green Prophet - 21 March 2012
- Mohamed Kassas: Egypt’s Prophet Of Desertification Green Prophet - 8 Apr 2011